# Brahmina tavoyensis
Brahmina tavoyensis är en skalbaggsart som beskrevs av Brenske 1892. Brahmina tavoyensis ingår i släktet Brahmina och familjen Melolonthidae. Inga underarter finns listade.